# Los Artics (Espluga de Serra)
Los Artics és un indret del terme municipal de Tremp, a l'antic terme ribagorçà d'Espluga de Serra, al Pallars Jussà.
Està situat al nord-est del poble d'Espluga de Serra, en un dels contraforts de ponent de la Serra de l'Estall. És a la capçalera del barranc de Miralles, al costat meridional del barranc principal. És al sud-oest del Clot de la Bruixa, a ponent de lo Caragol, al nord-oest de Comalofar i al nord-est de la Fontfreda.